# 佐渡汽船カーフェリー三姉妹
佐渡汽船カーフェリー三姉妹（さどきせんカーフェリーさんしまい）とは、佐渡汽船のカーフェリー「おけさ丸」「ときわ丸」「あかね」をモチーフに擬人化した姉妹キャラの名称である。

## プロフィール
おけさ
おけさ丸をモチーフとした、5月17日生まれの長女。見た目はおしとやかなものの、長女なだけあって一番パワフル。腕前はプロ級で、白い浴衣で歌い踊っている。
ときわ
ときわ丸をモチーフとした、4月8日生まれの次女。面倒見がよく、ほんの少しのことでは動じないしっかり者。トキが好き。
あかね
あかねをモチーフとした、4月21日生まれの末っ子。姉たちとは仲が良く、基本的な性格は天然で穏やかだか、怒ると冬の日本海の荒波のように怒るため、姉たちからは恐れている。